# Тибетские языки
Тибетские языки — группа тибето-бирманских языков (сино-тибетской языковой семьи), на которых говорят преимущественно тибетцы. Объединяет взаимно непонятные идиомы, распространённые на востоке Центральной Азии (Тибетское нагорье) и в соседних районах Южной Азии, включая север Индостана: Балтистан, Ладакх, Непал, Сикким и Бутан. Число говорящих — около 6 млн человек. Классическая письменная форма языка — крупнейший литературный язык региона, используемый в литературе буддизма.
На лхасском тибетском говорят около 150 тыс. изгнанников, живущих за пределами тибетского этнического ареала, например, в Индии. На тибетском также говорят ряд этнических меньшинств в Тибете, которые жили веками в контакте с тибетцами, но сохранили свой язык и культуру. Хотя некоторые из цяней Кама считаются в КНР  этническими тибетцами, цянские языки относятся не к тибетским, а образуют отдельную группу общей ветви тибето-бирманских языков.
Классический тибетский язык не тональный, но некоторые разновидности, такие как центральнотибетский и кхамский тибетский имеют развитый тон (Амдо и Ладакхи без тона). Морфология тибетского может быть описана в общем как агглютинирующая, хотя классический тибетский был изолирующим.

## Состав
Николя Турнадр (2008) описывает языковую ситуацию тибетского следующим образом:
Основываясь на 20-летнем опыте полевой работы непосредственно в ареале распространения тибетских языков и на имеющейся литературе, я могу предположить существование 220 "тибетских диалектов", восходящих к старотибетскому и в настоящее время распространённых на территории 5 стран (Китай, Индия, Бутан, Непал и Пакистан). Эти диалекты могут быть объединены в 25 диалектных групп, т.е. таких групп, между которыми отсутствует взаимопонимание. Понятие "диалектной группы" эквивалентно понятию языка, но не предполагает наличие единой нормы. Таким образом, если мы отвлечёмся от нормативного аспекта, то, по моему мнению, целесообразно выделять 25 различных языков, восходящих к старотибетскому. Это не только вопрос терминологии, такой подход позволяет совершенно по-другому оценивать степень языковой вариативности. Когда мы оперируем номенклатурой из 25 языков, становится ясным, что мы имеем дело с языковой семьёй, сопоставимой по объему с романской, которая состоит из 19 таких диалектных групп (это португальский, испанский, астурийско-леонский, арагонский, каталанский, гасконский, провансальский, галло-валлонский, французский, нонско-кадорский, фриульский, венетский, ломбардский, корсиканский, итальянский, неаполитанско-сицилийский, сардинский, арумынский, дако-романский -- различия между тибетскими языками подобны тем, что существуют между французским, итальянским, испанским и т.п. и они важнее, чем, например, различия между стандартным французским и квебекским французским, швейцарским французским и даже окситанским). Диалектную группу в таком понимании не следует смешивать с несколькими диалектами одного языка.
Согласно Бредли, группа делится на:
- Ладакхи («западный древний тибетский», включает балти и буриг) (не тональный)
- Центральнотибетские (тональный)
  - Западный новотибетский, преимущественно в Ладакхе и граничещих территориях
  - Дбус aka У (Ü) (тибетский язык), в Нгари, У-Цанг (включая Лхаса), и северонепальских приграничных территориях
  - Северотибетский: Нагчу и южный Цинхай
  - Южнотибетский: южный У-Цанг, Сикким и Бутан, такие как Дзонг-кэ, Шерпский, Сиккимский
- Камский тибетский (тональный); говорят в провинциях Цинхай, Чамдо, Сычуань, Юньнань
- Амдоский тибетский (не тональный); говорят в провинциях Цинхай, Ганьсу, Сычуань

Единой классификации не существует. Некоторые группы кхам и амдо объединены как восточнотибетские (не путайте с восточнободскими, которые этнически не тибетские). Другая разница состоит во фразах центральнотибетский и центральнободский могут быть или не быть синонимами: южно~ (центрально~) тибетский можно считать южнободским, к примеру; центральнотибетский может означать тональные диалекты кроме кхамского; западнободский может быть использован для нетональных западных диалектов, в то время как западнотибетский используется для тональных или бодийских даже если будуть использованы для других ветвей тибето-канаурийских языков.
Тибетские языки используются для широкого вещания в пределах Китая, такие как стандартный тибетский (основанный на диалекте У города Лхаса используемый как лингва-франка по всему У-Цангу), кхамский и амдоский.